# Saint-Coulitz
Saint-Coulitz (bret. Sant-Kouled) – miejscowość i gmina we Francji, w regionie Bretania, w departamencie Finistère.
Według danych na rok 1999 gminę zamieszkiwało 386 osób, a gęstość zaludnienia wynosiła 34 osoby/km² (wśród 1269 gmin Bretanii Saint-Coulitz plasuje się na 915. miejscu pod względem liczby ludności, natomiast pod względem powierzchni na miejscu 802.).